# Mogenstrup (Næstved Kommune)
 For alternative betydninger, se Mogenstrup. (Se også artikler, som begynder med Mogenstrup)
Mogenstrup er en lille by på Sydsjælland med 2.106 indbyggere  (2025) 10 kilometer sydøst for Næstved. Byen ligger i Næstved Kommune og tilhører Region Sjælland.
Igennem Mogenstrup strømmer Fladså, en ca. 20,6 km lang å.
Mogenstrup er kendt for Danmarks største ås, Mogenstrup Ås, lige uden for byen.
Nordvest for byen ligger DSB værksted ved Mogenstrup, hvor man fra 2026, skal servicere fremtidens elektriske tog.

## Etymologi
Mogenstrup hed oprindeligt Magnustorp, og er opkaldt efter offerkilden Skt. Mogens Kilde for Sankt Mogens, jarl af Orkneyøerne ved Skotland.
Det er således den katolske helgen, der har givet navn til landsbyen.

## Historie
Mogenstrups historie starter helt tilbage til 1100-tallet. På dette tidspunkt, var åen Fladså bred nok til sejlads, og i det omkringliggende område fandtes en lille vikingefæstning, hvor den gamle Borupgaard lå.
I samme periode blev den hellige kilde, Skt. Mogens Kilde, etableret. Den siges at have haft helbredende egenskaber og tiltrak pilgrimme fra fjern og nær. Området omkring Mogenstrup, inklusive den hellige kilde, blev på dette tidspunkt viet til Magnus den hellige.
På dette tidspunkt bestod Mogenstrup kun af kilden, en vandmølle og en kirke. Udover pilgrimmene til Skt. Mogens Kilde og det årlige kildemarked, var Mogenstrup en beskeden landsby.
I 1829 åbnede Mogenstrup Kro, der hurtigt blev populær og forblev så indtil sin lukning i 2007.
Historisk set var Mogenstrup slet ikke så stor, som på nuværende tidspunkt - Byen vi nu kender som Mogenstrup var opdelt i to områder af åen Fladså: nord for åen var Mogenstrup, og syd for åen var Pederstrup. Dog ændrede dette sig i begyndelsen af 1970’erne på grund af omfattende råstofudvinding, der førte til byens udvidelse på den sydlige side af åen, hvor den til sidst absorberede Pederstrup.
Efter årtusindskiftet blev Mogenstrup yderligere udvidet med parcelhuse, dobbelthuse og rækkehuse mod syd og vest.

## Faciliteter
Mogenstrup har en middelalderlig kirke, der hedder Mogenstrup Kirke.
I byen er der detailhandel og mindre håndværksvirksomheder, et plejehjem, en stor golfklub og en betonvarefabrik
Byen har også en folkeskole, der hedder Fladsåskolen. Ved siden af skolen ligger Fladså Hallen, hvor der både er inden- og udendørs idrætsfaciliteter samt en svømmehal.
Mogenstrup lagde hus til rådhuset for den gamle Fladså Kommune, indtil det blev revet ned og blev til en Netto-butik. 

## Kendte bysbørn
Den kendte danske rapper Tommy Bredsted fra Hvid Sjokolade stammer fra Mogenstrup.